# Чемпіонат світу з «Що? Де? Коли?»

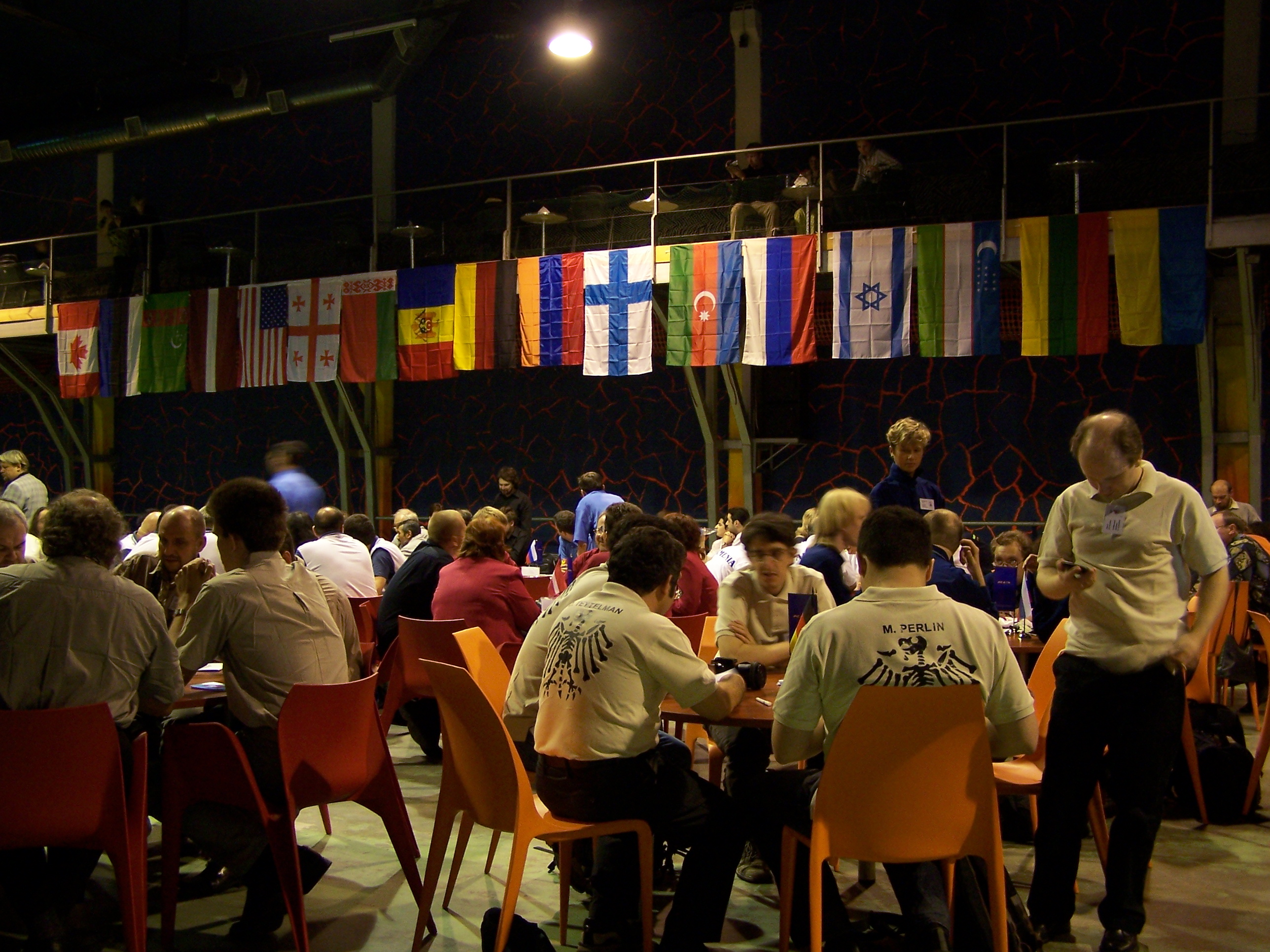
Перерва під час чемпіонату світу 2006 року

Чемпіонат світу з «Що? Де? Коли» (ЩДК) — щорічний турнір з ЩДК, в якому беруть участь найсильніші команди різних країн. Проводиться з 2002 року. У чемпіонаті беруть участь чемпіони країн і найкращі команди з рейтингу.

## Результати
| Рік  | Місце проведення | Призери                                                                    | Призери | Призери                                                                        | Інші учасники                                                         | Інші учасники                                                              | Інші учасники |
| Рік  | Місце проведення | Чемпіон                                                                    | Віце-чемпіон | 3-е місце                                                                      | 4-е місце                                                             | 5-е місце                                                                  | 6-е місце |
| ---- | ---------------- | -------------------------------------------------------------------------- | --- | ------------------------------------------------------------------------------ | --------------------------------------------------------------------- | -------------------------------------------------------------------------- | --- |
| 2002 | Баку             | «Троярд» (Санкт-Петербург) Капітан — Друзь Олександр Абрамович             | «Команда В. Севріновського» (Москва) Капітан — Севріновський Володимир Дмитрович                                             | «Команда Антона Губанова» (Петергоф) Капітан — Губанов Антон Олександрович     | «Геніус» (Москва) Капітан — Поташев Максим Оскарович                  | «Дипломат» (Санкт-Петербург) Капітан — Богословський Олексій Олексійович   | «Малий шолом» (Москва) Капітан — Белявський Дмитро Михайлович                                                                  |
| 2003 | Баку             | «Геніус» (Москва) Капітан — Поташев Максим Оскарович                       | «Ксеп» (Москва) Капітан — Севріновський Володимир Дмитрович                                                                  | «Golden Telecom» (Москва) Капітан — Кузьмін Андрій Вікторович                  | «Неспроста» (Москва) Капітан — Бєлкін Анатолій Рафаїлович             | «Команда Антона Губанова» (Петергоф) Капітан — Губанов Антон Олександрович | «Незнайко» (Хайфа) Капітан — Ігор Колмаков                                                                                     |
| 2004 | Баку             | «Азерселл» (Баку) Капітан — Балакіши Касумов                               | «Десятий вал» (Хайфа) Капітан — Олег Леденьов                                                                                | «Ксеп» (Москва) Капітан — Севріновський Володимир Дмитрович                    | «Афіна» (Москва) Капітан — Поташев Максим Оскарович                   | «Команда Гусейнова» (Баку) Капітан — Фаїк Гусейнов]]                       | «Golden Telecom» (Москва) Капітан — Кузьмін Андрій Вікторович                                                                  |
| 2005 | Ярославль        | «Golden Telecom» (Москва) Капітан — Кузьмін Андрій Вікторович              | «Афіна» (Москва) Капітан — Поташев Максим Оскарович                                                                          | «Десятий вал» (Хайфа) Капітан — Олег Леденьов                                  | «Ксеп» (Москва) Капітан — Севріновський Володимир Дмитрович           | «Команда Антона Губанова» (Петергоф) Капітан — Губанов Антон Олександрович | «Брати» (Тель-Авів) Капітан — Тальянський Ілля Миколайович                                                                     |
| 2006 | Калінінград      | «Команда Антона Губанова» (Петергоф) Капітан — Губанов Антон Олександрович | «Golden Telecom» (Москва) Капітан — Кузьмін Андрій Вікторович                                                                | «Ксеп» (Москва) Капітан — Севріновський Володимир Дмитрович                    | «Афіна» (Москва) Капітан — Поташев Максим Оскарович                   | «Неспроста» (Москва) Капітан — Бєлкін Анатолій Рафаїлович                  | «Троярд» (Санкт-Петербург) Капітан — Друзь Олександр Абрамович                                                                 |
| 2007 | Світлогорськ     | «Команда Антона Губанова» (Петергоф) Капітан — Губанов Антон Олександрович | «Афіна» (Москва) Капітан — Поташев Максим Оскарович                                                                          | «Ксеп» (Москва) Капітан — Севріновський Володимир Дмитрович                    | «Golden Telecom» (Москва) Капітан — Кузьмін Андрій Вікторович         | «Брати» (Тель-Авів) Капітан — Тальянський Ілля Миколайович                 | «ЮМА» (Санкт-Петербург) Капітан — Віватенко Сергій Валентинович                                                                |
| 2008 | Світлогорськ     | «Неспроста» (Москва) Капітан — Бєлкін Анатолій Рафаїлович                  | «Команда Кузьміна» (Москва) Капітан — Кузьмін Андрій Вікторович                                                              | «Команда Антона Губанова» (Петергоф) Капітан — Губанов Антон Олександрович     | «Ксеп» (Москва) Капітан — Севріновський Володимир Дмитрович           | «Афіна» (Москва) Капітан — Поташев Максим Оскарович                        | «Понаїхали» (Москва) Капітан — Спєшков Сергій Леонідович                                                                       |
| 2010 | Ейлат            | «Нікіта Мобайл ТеТе» (Ташкент) Капітан — Рустамхужа Саїд-Амінов            | «ЛКІ» (Москва) Капітан — Семушин Іван Миколайович                                                                            | «Бандерлоги-RITLabs» (Запоріжжя) Капітан — Косолапова Олександра Володимирівна | «Привіт, Петербург!» (Петергоф) Капітан — Губанов Антон Олександрович | «Понаїхали» (Москва) Капітан — Спєшков Сергій Леонідович                   | «Містраль» (збірна) Капітан — Борок Дмитро Володимирович (Самара)                                                              |
| 2011 | Одеса            | «Афіна» (Москва) Капітан — Поташев Максим Оскарович                        | «Нікіта Мобайл ТеТе» (Ташкент) Капітан — Рустамхужа Саїд-Амінов                                                              | «Команда Антона Губанова» (Петергоф) Капітан — Губанов Антон Олександрович     | «Ла Скала» (Санкт-Петербург) Капітан — Уточкін Павло Сергійович       | «ЛКІ» (Москва) Капітан — Семушин Іван Миколайович                          | «Salvatore» (Санкт-Петербург) Капітан — Пашковський Євген Олександрович «Тайга» (Москва) Капітан — Ігнатенков Єгор Миколайович |
| 2012 | Саранськ         | «НМТТ» (Ташкент) Капітан — Рустамхужа Саїд-Амінов                          | «Команда Антона Губанова» (Петергоф) Капітан — Губанов Антон Олександрович «ЛКІ» (Москва) Капітан — Семушин Іван Миколайович |                                                                                | «Афіна» (Москва) Капітан — Поташев Максим Оскарович                   | «Ла Скала» (Санкт-Петербург) Капітан — Уточкін Павло Сергійович            | «Georgia» (Тбілісі) Капітан — Рапава Давид Зурабович                                                                           |
| 2013 | Дубна            | «ЛКІ» (Москва) Капітан — Семушин Іван Миколайович</small                   | «Tenzor Consulting» (Москва) Капітан — Бер Ілля Леонідович                                                                   | «Афіна» (Москва) Капітан — Поташев Максим Оскарович                            | «Мираж» (Самара) Капітан — Єфімов Сергій Геннадійович                 | «Брати» (Тель-Авів) Капітан — Тальянський Ілля Миколайович                 | «Мінус один» (Київ) Капітан — Єганов Антон Олександрович «Сова знайшла хвіст» (Лондон) Капітан — Арш Дмитро Володимирович      |